# オンニサンティの聖母

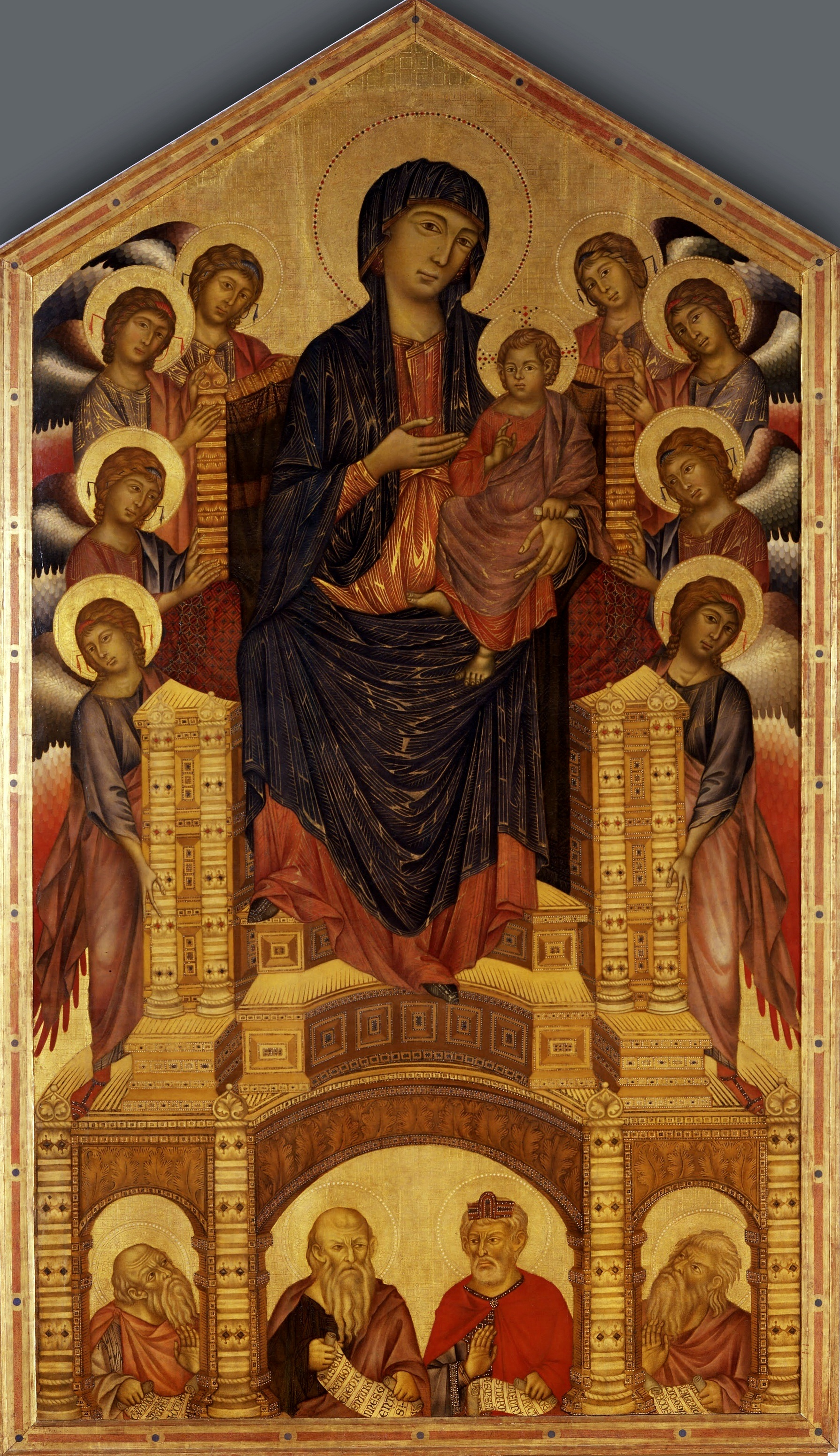
チマブーエ『サンタ・トリニタの聖母』(1290-1300年)、385×223 cm、ウフィツィ美術館

『オンニサンティの聖母』（オンニサンティのせいぼ、伊: Madonna Ognissanti）は、イタリアの中世後期の画家であるジョット・ディ・ボンドーネの絵画である。フィレンツェのウフィツィ美術館に所蔵されている。
この絵画は伝統的なキリスト教の主題を持っている。聖母マリアと聖母の膝の上に座っている幼子キリストがおり、聖人と天使が周りを囲んでいる。聖母のこの特定の表現は当時人気のあるものであり、「マエスタ (荘厳の聖母）」と呼ばれている。絵画は、その新しく発見された自然主義とゴシック芸術の制約からの離脱によって、ルネサンスの最初の作品としてしばしば称賛されている。

## 歴史
作品は、一般的に約1310年に制作されたものと考えられる。歴史家は、ジョットの作品の多くを画家自身に帰属させるための具体的な情報を見つけるのに苦労してきたが、本作はジョットによる制作を裏づけるいくつかの文書がある作品である。画家がフィレンツェで長年暮らし、創作してきたことを示す多くの情報源がある。しかし、本作を具体的に文書化した主な情報源は、芸術家ロレンツォ・ギベルティの自伝『コメンターリー』( I Commentarii , 1447）である。1418年の初期の写本文書も、この絵画をジョットに帰属させているが、最も確かな証拠を提供しているのはギベルティの自伝である。
ジョットの後期の作品の一つである『オンニサンティの聖母』は、画家がフィレンツェに戻ったときに仕上げられた。もともとはフィレンツェのオンニサンティ教会のために描かれたが、当時の小さな修道会であった「ウミリアーティ」のために建てられたこの教会には、多くの評判の絵画が所蔵されていた。ジョットの本作は、特に教会の高祭壇のために考案された。

## 影響
『オンニサンティの聖母』は、ジョットに影響を与えた数多くの芸術様式を示している。作品全体で使用されている金色と平らな金地の両方で、ジョットの芸術は、ルネサンス期に非常に人気のあった伝統的なイタリア的ビザンチン様式を継承した。祭壇画はアイコン（偶像）の形式化された表現を表しており、ビザンチン美術の硬質性を維持している。ジョットは位階による人物のサイズを維持し、中央にいる聖母と幼子キリストを周囲の聖人や宗教に関わる人物よりもずっと大きく描いている。
しかし、ジョットの人物像はビザンチン美術の限界を超えたものである。それら人物には重量感があり、古代ローマの立体的な彫刻を彷彿とさせる。それ自体がイタリアのゴシックのデザインである、聖母の複雑に装飾された玉座は、表面装飾として色大理石を非常に特殊に使用している。「コスマテスク」、または「コスマティ」と呼ばれる様式に基づいたこの装飾方法は、初期キリスト教時代からローマで、そして中世後期にトスカーナで人気があった。
さらに、様式面で『オンニサンティの聖母』に大きな影響を与えた特定の芸術家が多数存在した。ジョットの師として伝統的に認識されているチマブーエの影響は、作品の非常に対称的な構図において第一に示されている。歴史家は、チマブーエが若いジョットに教えたことが本当かどうか確証を持っているわけではない。しかし、最初の美術史家として認められているジョルジョ・ヴァザーリは、チマブーエをジョットの師匠と呼んだ。「師匠」という語の使用は明確ではないが、イタリア語はラテン語に直接由来している。ラテン語のマジスター (magister) には、「師匠」と「教師」の二つの意味があり、ヴァザーリがこの単語のニ番目の定義を意味していたとは思えない。チマブーエは、1280年の『荘厳の聖母』で本作と同じ対称性を持つ主題を描いた。両作品は、イタリア的ビザンチン様式の側面を共有しているが、チマブーエはより多くのビザンチン的特質を有している。さらに、ジョットとチマブーエの両作品の天使の翼の描写は、明らかに類似している。どちらの作品も同じような、第一印象としての厳粛性を共有しているが、それぞれの作品にはドラマ以上のものがある。ジョットは、師匠から空間における量感と形体の重要性、およびそれらへの関心を取り入れた。
ジョットの人物に見られる静穏さは、ピエトロ・カヴァリーニの様式にも似ている。古代ローマ時代と初期キリスト教時代のモザイクとフレスコ画の両方から手がかりを得て、ネオ・ビザンチン的な作品を描いたこの芸術家から、ジョットは絵画の技法において、そして人物を彫像のように静穏に表現することにおいて重要な教訓を得た。
最後に、ジョットは、ニコラ・ピサーノおよびジョヴァンニ・ピサーノなど北方ゴシック芸術の影響を共有する多くの同時代の彫刻家から触発された。これらの芸術家の作品中に、ジョットは『オンニサンティの聖母』に確かに影響を与えることになる、素晴らしい、劇的な構図を見出した。

## 技術
ジョットは、絵画を二次元（平面）的にするビザンチン美術の多くの側面を破棄した。 『オンニサンティの聖母』には、聖母子と諸聖人の周囲の空間が三次元的なものとして表現されている。
ジョットはまた、西ヨーロッパの芸術で三次元的な人物像を描いた最初の芸術家である。同時代の芸術家よりもはるかに小さな空間を使用し、作品における立体的身体の重要性を一層強調した。チマブーエの『荘厳の聖母』では衣服の襞を描くために金の線描が用いられているが、これとは対照的にジョットの衣服の襞はよりリアルで、線の代わりに光、影、色を使用して衣服の外観を作り上げている。衣服の下の身体の輪郭も、特に聖母の膝と胸の周りに認められる。
さらに、ジョットは、人物にボリューム感を与えるために明暗の明確な色調のグラデーション使用した。そして、レオナルド・ダ・ヴィンチとその後のルネサンスの芸術家に特徴的な、微妙なスフマート（ぼかし）を人物像に与えている。